# Los Lagos (commune)
Los Lagos (Les lacs en espagnol) est une commune du Chili de la Province de Valdivia, elle-même située dans la Région des Fleuves. En 2012, la population de la commune s'élevait à 18 733 habitants. La superficie de la commune est de 1 791 km2 (densité de 10 hab./km²),.

## Situation
Le territoire de la commune de Los Lagos se trouve dans la vallée centrale du Chili au pied la Cordillère de la Côte. L'agglomération principale Los Lagaos se trouve au confluent du rio San Pedro avec le rio Quinchilca. Les deux cours d'eau réunis forment le rio Calle-Calle qui se jette dans l'Océan Pacifique au niveau de la capitale régionale Valdivia. Le rio San Pedro est l'émissaire du lac Riñihue qui se trouve en partie sur le territoire de la commune. Los Lagos est située à 739 kilomètres à vol d'oiseau au sud de la capitale Santiago et à 37 kilomètres à l'est de Valdivia capitale de la Région des Fleuves.

## Historique
La commune de Los Lagos a été créée en 1891.

## Économie
Les principales activités économiques de la commune sont l'agriculture, l'élevage et la sylviculture, la transformation des produits laitiers et du bois ainsi que la production d'herbes médicinales. Le tourisme est également en forte expansion.

Position de Los Lagos (en rouge) au sein de la Région des Fleuves.